# إتش إم سي إس ستراتادام (كيه 682)
كانت إتش إم سي إس ستراتادام فرقاطة من فئة ريفر خدمت مع البحرية الملكية الكندية خلال الحرب العالمية الثانية. عملت في المقام الأول كسفينة حراسة للقوافل خلال معركة الأطلسي. سُميت نسبة إلى ستراتادام، نيو برونزويك [الإنجليزية]. بعد الحرب، أصبحت جزءاً من البحرية الإسرائيلية الوليدة حيث أعادت تسميتها آخي مسغاف.
طُلبت ستراتادام في 1 فبراير 1943 كجزء من برنامج فئة ريفر 1943-1944. ووُضعت في الماء في 6 ديسمبر 1943 من قبل يارو المحدودة، في إيسكويمالت وأُطلقت في 20 مارس 1944. وكُلفت بخدمة البحرية الملكية الكندية في 29 سبتمبر في فيكتوريا، كولومبيا البريطانية.